# 萨尔瓦多·桑切斯-特兰
萨尔瓦多·桑切斯-特兰·埃尔南德斯（西班牙語：Salvador Sánchez-Terán Hernández，1934年4月19日—），西班牙民主转型时期政治人物。

## 生平
1942年生于洛格罗尼奥。毕业于马德里中央大学公路、运河和港口工程学院。1959年任西班牙青年公教进行会主席，1963年任国际青年公教进行会副主席。曾任住建部公路总局工程规划处处长，1970年至1973年担任西班牙铁路公司总经理。1973年至1976年，担任公共工程部副部长。1976年1月至1977年4月，担任巴塞罗那省民事总督、行政长官。1977年，任首相阿道弗·苏亚雷斯的顾问。同年加入民主中间联盟，担任组织部长。1978年2月至1980年5月，担任交通与通信大臣。1980年5月至9月，担任劳动大臣。1980年至1982年，担任西班牙电信集团董事长。1983年民主中间联盟解散后退出政坛。